# John Russell (jinete)
John William Russell (Dauphin, 2 de febrero de 1920-San Antonio, 30 de septiembre de 2020) fue un jinete estadounidense que compitió en la modalidad de salto ecuestre. Participó en dos Juegos Olímpicos de Verano en los años 1948 y 1952, obteniendo una medalla de bronce en Helsinki 1952 en la prueba por equipos.

## Palmarés internacional
| Juegos Olímpicos | Juegos Olímpicos     | Juegos Olímpicos  | Juegos Olímpicos |
| Año              | Lugar                | Medalla           | Categoría        |
| ---------------- | -------------------- | ----------------- | ---------------- |
| 1952             | Helsinki (Finlandia) | Medalla de bronce | Por equipos      |